# Center za okoljsko in športno fiziologijo Univerze v Novi Gorici
Center za okoljsko in športno fiziologijo je eden izmed mlajših znanstvenoraziskovalnih laboratorijev Univerze v Novi Gorici. Nastal je z namenom razširiti znanstvenoraziskovalno dejavnost na v Sloveniji deficitarnem področju okoljske fiziologije. Raziskovalna dejavnost se v Centru za okoljsko in športno fiziologijo osredotoča na raziskave fizioloških odzivov človeka na akutno ali kronično izpostavljenost višinskemu okolju, ukvarjajo pa se tudi z raziskavami aerobne zmogljivosti, toplotne regulacije, mišične aktivacije, regulacije vodne bilance, dehidracije, senzorike in aklimatizacije na različne okoljske razmere. Pri raziskovalnem delu sodelujejo z različnimi domačimi in tujimi ustanovami. Vodja v letu 2007 je dr. Petra Golja.